# Spirobolus marginatus
Spirobolus marginatus Say, 1821 è un millepiedi appartenente alla famiglia Spirobolidae.

## Descrizione
Hanno un corpo composto da numerosi segmenti. Dopo la schiusa delle uova hanno solo 3 paia di zampe; con il tempo subisce una serie di mute, in ognuno dei quali aggiunge un nuovo segmento con due nuove paia di gambe.
I primi quattro segmenti toracici sono costituiti da un unico paio di zampe, ma i seguenti segmenti addominali ne hanno due coppie.
Questi millepiedi sono sprovvisti di zanne velenose, pertanto non mordono. Per scoraggiare gli eventuali predatori si arrotolano formando una palla.
Vivono principalmente tra la decomposizione di materia vegetale e animale in microhabitat umidi.